# みんなのGOLF 6
『みんなのGOLF 6』（みんなのゴルフ シックス / EVERYBODY'S GOLF 6）はソニー・コンピュータエンタテインメント（SCE）のゴルフゲーム『みんなのGOLF』シリーズのナンバリングタイトル第6作である。2011年12月17日にPS Vita版、2012年11月22日にPS3版が発売された。クロスバイに対応しており片方のハードを遊んでいる場合、他方のダウンロード版をディスカウント価格で購入できる。Vitaカード版はソニー・コンピュータエンタテインメント初のカートリッジソフト。
2011年1月に開催された『Playstation Meeting 2011』において第一報となる映像が公開された。ナンバリングタイトルとしては初めて携帯ゲーム機で発売された作品であり（PSP向けには『みんなのGOLF ポータブル』シリーズが展開されていたため）、PS Vitaのローンチタイトルの一本でもある。 

## 前作からの変更点
本作は前作からの変更点が多いため、この項でまとめて説明する。PS Vitaの特性を最大限活用したものが多い。
ショット方式の追加
ショット方式は今までの、ゲージの動きに合わせてボタンを押す「従来ショット」、スイングの幅を見てパワーを決定し、縮小していくサークルをタイミング良く止める「本格ショット」に加え、従来ショットの改良型である「ゲージショット」、パワーはゲージで決め、インパクトはサークルで行う「サークルショット」、左右に動く矢印を止めてインパクトを決める「矢印ショット」が追加され、全部で5種類になった。前作と違って従来ショットより飛距離が伸びるという要素はない。
最初に選べるのはゲージショットとサークルショットのみで、残りの3種類はゲームを進めることで「ショップ」に追加されるプレイ権を購入すると選択できる。
エキストラパワーショット
ショットの開始とともにPS Vita本体を手前に傾け、インパクトと同時に奥に倒すと飛距離が伸びる「エキストラパワーショット」システムが初登場。
ティーポジションの変更
ティーグラウンドにあるボールをタッチして左右にドラッグすることにより、ティーポジション（ティーショットを打つ位置）がシリーズで初めて変更可能になった。
逆算型クラブ選択
ゲーム中PS Vitaのマルチタッチスクリーンを使って落下地点カーソルをドラッグすると、その地点に玉を打つために最適なクラブが表示される。また、コース上の任意の地点をホールドしておくことで、その地点までの距離や高低差を知ることができる。
1Wのインパクトゾーン
今作では長いクラブほどインパクトゾーンが狭くなるようになった。特に1W使用時はジャストインパクトと同様の狭さになる為、かなり厳しい。
この仕様は全キャラクター共通であったが、2013年1月17日のアップデート後は、インパクトの能力を高める事で、難易度をある程度緩和できるようになった。
風の強さの表示
前作まではティーショットの後に風の強さが表示されたが、今作ではグリーンに乗せるまでは隠されたままになっている。
ウォーターショット
前作まではウォーターハザードに玉が入った場合ショット不可能だったが、今作では水深の浅い場所（ゲーム中では「ウォーターバンカー」と表記）に限りショットが可能になった。
動く障害物
メープルリーフやハーベストヒルズの風車、かぐら山の水車の羽根、プロヴァンスリゾートのヨット、アルアラビアンの気球、レガシーリンクスのヘリコプター等、常に動いているオブジェクトが追加された。これらの障害物はショートカットポイントに設置されている場合が殆どで、上手く抜ければ容易にイーグルを狙えるが、ボールが接触してしまうとリカバリー困難な場所に落とされてしまうことが多い諸刃の剣となっている。
デイリー全国大会
PS2版みんなのGOLFオンライン以降に実装されたリアルタイムで他プレイヤー達と競うリアル大会と違い、あらかじめ用意された条件の大会をプレイし、翌日にスコアをアップロードして順位を競うモード。3G通信にも対応しており、身近にwi-fi環境がないプレイヤーも上位機種の3G/wi-fiモデルを使用すれば参加可能。

## ゲームモード

### ひとりでGOLF
1人プレイ用のモード。チャレンジモード、ストロークモード、トレーニングの3種類がある。チャレンジモード、ストロークモードではプレイするたびにキャラクターの「愛着度」が上昇して行く。「愛着度」はLv.0 - 3とMAXの5段階あり、レベルが上がるにつれて、パワーモードの使用回数が増えたり、特殊なショットが使えるようになったりする。
チャレンジモード
大会などに参加し、それに勝利してポイントを稼ぐ1人プレイ用のメインモード（全7レベル制、1レベルは6ステージ＋VS2。PS Vita版ではレベル7はボスステージのみ）。一定の数まで勝ち抜くとVSキャラと対戦でき、レベル6のボスに勝つとエンディング。特定の条件を満たした場合、VS2モード、すなわち通常より強化された裏キャラ（コスプレ衣装を着ている）との対戦が解禁となる。
今作のアイテムやキャラクターは出現させただけでは使用可能にならず、貯めたポイントを使って後述の「ショップ」で購入する必要がある。
ストロークモード
好きなコースを選んでプレイできるモード。自己ベストの記録更新や、ポイントを稼ぐことが目的。
トレーニングモード
コースやキャラクターを選択し、練習できるモード。コースや風向きなどのコンディションが自由に設定できる他、打ち直しが自由に行える。このモードでは記録は更新されず、ポイントも貯まらない。

### みんなでGOLF
1人から4人まででプレイできる対戦用のモード。PS3版では1つのコントローラで4人対戦をすることもできる（Vita版では1台の筐体で複数人対戦は不可）。このモードではポイントは貯まらず、キャラクターの愛着度が最初からMAXになっているため、愛着度の成長もない。総合の打数を競うストローク形式と1戦ごとの打数で勝敗を競うマッチ形式がある。プレイヤーの腕前に応じたハンディキャップの設定も可能。バンカーやラフに入ったりすると+1打になったり、カップが大きくなる「デカカップ」などの特殊なルール（色物ルール）も設定できる。ホール数は18ホール、9ホール、3ホール、6ホールの中から選択可能であるため、短時間に気軽にプレイしたり、じっくりプレイしたりお好みに合わせてプレイできる。

### オンライン
このモードではインターネット回線を利用して全国のプレイヤーとプレイできる。初回で接続するにはPlayStation Networkで「オンラインプレイチケット」をダウンロードする必要がある。ロビーは入場者が規定人数を超えると満員となり、入場できなくなるが、後述する「VIPの権利」を持つプレイヤーはその制限を受けることなく入場可能。
2017年12月21日でオンラインサービスは終了した。
デイリー全国大会
リアル大会
- 最大35人によるストローク・プレイを行う。「大会リスト」から画面に従い予約することで参加できる。
- 9H大会、18H大会、キャラフリー、1キャラ限定大会、クラス限定キャラ大会、ラフ・バンカー・木に当てたら1打罰などコース1つ取ってもさまざまな大会がある。
- 予約可能な大会は1度に1大会のみ。
- 大会開始2分前に飛び込みでの参加も可能で、予約した上での飛び込みもできる。
- 予約受付中でも、参加者が既に規定人数に達している大会は満員とされ、「VIP会員」しか参加できなくなる。
- 大会途中でリタイアもできるが、その場合その大会の終了時間＋2分間のペナルティが課せられる。
- ペナルティ時間内は大会の予約及び飛び込みができなくなる。
- 飛び込みで参加した大会をリタイアしても、先に予約していた分の大会はキープされ、ペナルティ時間内であっても大会に参加できる。
- 上から順にG0、G1、G2、G3、G4の5つのグレードからなり、初めは誰もがG3からスタート。2014年2月17日からはG4が廃止となり、G3と統合されている。
- 各グレードで優勝（10P）、準優勝（5P）、入賞（2P、G1のみ3P）のいずれかを獲得するとポイントとロビーキャラパーツが手に入る（パーツはグレードによりさまざまで高グレードの優勝でしか手に入らないものもある）。
- 優勝するとロビーキャラに優勝トロフィーが付く。グレードごとに大きさは違い、他の大会に出て優勝以外の成績で終えるか、GFに出るか、優勝大会終了12時間後に自動で消える。また、グレードに関係なく参加できるGFがある、ただしGFにはポイントもトロフィーもロビーキャラパーツもつかない。
- 参加人数が10人以上で大会が成立し、参加人数に応じて入賞圏の枠数が変化。入賞圏は大会開始時参加数の25%。大会参加人数が9人以下の場合、その大会は開催見送りのメッセージが表示され、ロビーへ戻る。
- 大会参加10戦を1クールとして1クール以内に一定以上のポイントを累積するとグレードが昇格する。また、現グレード維持に必要なポイントに足りなければ、グレードが降格する（詳細は後述）。
- 前作品と違い、グレードの降格に制限はない、G0に昇格した事があっても、1クールで現グレードの維持に必要なポイントに足りなければ、グレードが降格する。
- ホールとホールの合間はチャットを行える。

グレード昇格・残留条件
G0
G0残留6P以上
G1
G0昇格20P以上 G1残留8P以上
G2
G1昇格17P以上 G2残留6P以上
G3
G2昇格14P以上
新リアル
最大8人で同時に同じ画面でプレイできる。このモードと後述する「ストローク」「マッチ」は「対戦部屋作成」で自分で対戦を開始するか、あるいは「対戦部屋リスト」から参加可能な対戦部屋を探し参加することができる。部屋作成時に許可制やフレンドのみなどの入室制限をかけることもできる。
ストローク
最大4人でプレイを行う。
マッチ
1対1で1ホールごとに勝敗を競う。先に3勝した方が勝利。
いずれも1コースあたりの制限時間が決められており、時間内にホールを上がれない場合はリタイア（ゲームオーバー）となる。制限時間は対戦部屋作成時の「ラウンドスピード」で「早い」「普通」「ゆっくり」「超ゆっくり」の4段階から設定できるようになっている。ストロークでチャットしながらじっくりコース攻略をするなら、「超ゆっくり」にしないと会話している時間がすぐなくなる。
賞金王ランキング
オンラインを通じて、TOP100のランキングを閲覧する。生涯獲得したポイントの合計で競われる。
マルチ対戦
2013年3月28日のアップデートによって追加された、PS Vita版専用のモード。同じ時間に集まってプレイするのではなく、フレンドとの間で1ホール毎に交互にプレイするというもの。お互いにプレイした結果を送信し合いながら9ホールで勝敗を競う。

### カスタマイズ
使用可能になったキャラクターのコスチュームを自分好みの色や衣装に着換えさせたり、「オンライン」のロビーキャラの編集を行うモード。

### ショップ
チャレンジモードで出現させたアイテム、ロビーキャラのパーツを購入していくモード。

### データ
自分のプレイ記録や使用可能になったキャラクターのプロフィール、イラスト・ムービー・BGMの観賞などができる。また、「VTR」モードでは記録したリプレイの閲覧もできる。なお、チップインバーディー、チップインイーグル、アルバトロス、ホールインワンは自動的に記録される。前作までと違い、PS3版は本体にリプレイ映像をMP4ファイルとしてエンコード出来るようになり、本体のビデオモードで直接観る他にUSBにコピーする事でPCでも視聴可能。次作New みんなのGOLFではこの機能は再び削除された。
マニュアルで好きなプレイを録画することも可能だが、マニュアル録画は「ショップ」で購入しないと利用する事ができない。

## PlayStation 3（PS3）版の変更点
PS3版では、PS Vita版から様々な調整が施されている。また、新型のPS3であるCECH-4000シリーズと同時発売であり、ゲーム機と本作をセットにした「PlayStation 3 スターターパック」が数量限定モデルとして発売された。
- シリーズ初のフルHD対応で、グラフィックの描写がより細かくなっている。
- 初級キャラクターが最初から4人全員使用できる。
- 有料コンテンツだった「エリカ」「グロリア」「さくら山温泉カントリークラブ」「マル・シエロゴルフコース」を標準で搭載。
  - 以上2つに伴い、チャレンジモードの大会内容及びVSマッチの対戦相手が一部変更されている。イージーモードも最初から使用可能。
- PlayStation Moveを使用した、感度が異なる2種類の「体感ショット」を追加。
- 「矢印ショット」が最初から使えるようになっており、初期段階で選べるショットが上記の「体感（遅め）」「体感（早め）」を含め計5種類に増えた。[7]
- ティーポジションの変更はワイヤレスコントローラの右スティックで行う。
- エキストラパワーショットはワイヤレスコントローラのモーションセンサーを利用する。
- みんなでGOLFモードに「スロットモード」と「みんなのショートコース」を追加。
  - 「スロットモード」は、各ホールの開始前に色物ルールをスロットで決め、自分で出したルールに従ってラウンドする対戦方式。ルールの効果はホールアウトするまで続く。スコアの差によって内容は大きく変化し、順位の低いプレイヤーは自分が有利になるものが出やすく、逆に上位のプレイヤーはペナルティー系などの不利なものが出やすくなる。また、「スロットモード」はチャレンジモードのVSマッチで適用されていることがある。スロットモード自体は次作にも引き継がれた。
  - 「みんなのショートコース」は、その名の通りショートコースのみで構成されたコース。使用可能になったコースから9ホール分、ランダムで選出される。レギュラーティとバックティもランダムで決まるので、メープルリーフとさくら山しか選べない初期状態でも9ホールまでプレイできる。
- 前作「みんなのGOLF 5」のセーブデータが保存されている状態でゲームを起動した場合、記念アイテムとして「ジャスミン」「コナン」「スズキ」を模したロビーキャラのパーツが追加される。
- オンラインモードのロビーはPS Vita版と連携し、リアル大会でPS Vita版のユーザーとも対戦可能（対戦部屋では不可）。
- PS Vita版も所持しており、なお且つ両方共オンラインに接続したことがあるプレイヤーには「VIP会員」の権利が与えられ、「ショップ」のアイテムが30％値引きされた状態で購入できたり、ロビーやリアル大会が満員になっても入場・参加ができるなど様々な特典が付いてくる。

## 登場キャラクター
カッコ内はプロフィール。最初から使用可能なキャラクターはユウナとヤマト（PS3版ではカレンとチャンも追加）のみであり、カレン（PS3版ではナル）以降はチャレンジモードの大会を勝ち抜いていくと出現するVSマッチで勝利するか、生涯獲得したポイントが一定に達することでショップに入荷される使用権を購入すると使用可能となる。また、チャレンジモードにはVS2（『みんなのGOLF 2』 - 『みんなのGOLF 4』の裏キャラのように通常より手ごわい相手）も存在し、ある条件を満たせばそのVS2でコスプレキャラと対決できる。PS3版ではガッツポーズ時のアニメーションの種類がいずれのキャラクターも一つ増えている。
2013年12月18日から、新たにレアキャラと呼ばれるコスプレキャラが追加された。衣装が変わるだけでなく能力の性能が大幅強化されるという特殊なキャラクターで、オンラインのロビー内に追加された「カプセル販売機」で獲得できる。

### 初級キャラクター
ユウナ（声優：嶋村侑）（日本／17歳　女性　特技：ダンス　球筋：ストレート（中）　アプローチ得意）
本作のパッケージイラストを担当。
現役女子高生ながら人気アイドルグループのメンバーの一員でもあり、自然体の可愛らしい容姿と豊かな感情表現、作った感じのない元気な笑顔で熱狂的なファンも多くいる。プロフィールによると兄がいる。他人に辛そうな顔は見せず、何事にも一生懸命な行動派で、ゴルフ以外のアウトドア系などあらゆるものにチャレンジする頑張り屋。
パワー不足ながらインパクトは広く、平均的な能力を持つ初心者向けキャラクター。
コスプレ衣装はAKB48を意識したステージ衣装。
レアキャラ版は全ての能力の性能が向上したオールラウンド型。衣装はチアガール。
キャッチコピーは「夢は“アイドルプロゴルファー”！」と「国民的アイドルゴルファー」。
ヤマト（声優：杉田智和）（日本／21歳　男性　特技：斜に構えた感じ　球筋：フェード（中）　アプローチ得意）
生まれも育ちも下町で、現在は学園のゴルフ部に在籍している。飄々とした面倒くさがりで普段あまりやる気を見せないが、ゴルフだけは一生懸命。
パワーとスピンは多少ユウナに勝るが、持ち球がフェードである分やや扱いにくい。
コスプレ衣装は和服。
レアキャラ版は能力全般が強化されている。衣装はスーツスタイル。一部、龍のイラストをあしらっていたり、サングラスをかけているカラーも存在する。
キャッチコピーは「自由奔放な“学生ゴルファー”」と「したたかな努力家」。
カレン（声優：遠藤綾）（フランス／25歳　女性　特技：華道　球筋：ストレート（中）　ラフ苦手　悪天候苦手）
日本人とフランス人のハーフ。社交のため仕方なく始めたゴルフだったが、今では大好きになっている。見かけによらず努力家であり、教科書通りのきっちりしたゴルフが特徴。初級ランクの中では最もコントロールに優れるが、ラフと雨が大の苦手。
チャレンジモードのレベル1のボスだったが、PS3版ではナルに差し替えられたため対戦はせず、最初から使用可能になっている。
コスプレ衣装は貴婦人。
レアキャラ版は苦手だった雨を克服している。衣装はゴルファースタイル。
キャッチコピーは「ハーフで清楚なお嬢様ゴルファー」と「古式ゆかしい貴婦人」。
チャン（声優：藤原堅一）（シンガポール／29歳　男性　特技：カンフーと空手を混ぜ合わせたアクション　球筋：ドロー（中）　バンカー得意）
ある企業に働いていた過去を持ち、役者の道に進む傍ら、人脈創りに始めたゴルフのおかげで徐々に仕事が増えてきた。周りを笑わせるような接待ゴルフが大好き。
初級ランクの中では最もパワーに優れているが、我流ゆえにコントロールが悪い。
PS Vita版・PS3版共にチャレンジモードで対戦する事は無い。PS3版ではカレンと同様、最初から使用可能になっている。
コスプレ衣装はカンフー衣装。
レアキャラ版はパワーを軸に性能が大幅アップし、持ち球のドローが高弾道になる。衣装はネクタイが追加された以外、特にノーマルからの変化はない。
キャッチコピーは「常に笑顔。接待ゴルフが大好き」と「アジアの接待王」。
パックマン（声優：なし）（パックワールド／年齢不明　男性　球筋：ストレート（中）　ラフ得意）
2013年8月22日より追加されたキャラクター。PlayStation Networkで購入すると使用可能になる。
食べることが何より大好きな『パックマン』シリーズの主人公。桐生一馬に続いて2人目となる他社からのゲスト参戦キャラクター。能力は標準タイプ。
全体の能力は中級ランク並みに高い。身体が小さい分パワーは少々不足しているが、インパクトゾーンは広く、ラフからのショットも得意で、初心者でも扱いやすい。
また、愛着度が最初からMAXになっており、パワーモードの使用回数が多いのも特徴。
コスプレ衣装は用意されておらず、カラーも一色のみで、衣装のカスタマイズは不可能。またキトゥンや桐生と違ってロビーキャラパーツも別売となっている。
キャッチコピーは「ヒーロー」。
トロ（声優：なし）（井上寿司　球筋：ストレート（高）　ラフ得意）
2013年12月18日より追加されたキャラクター。PlayStation Networkで購入すると使用可能になる。
SCEを代表するキャラの一人。前作にもゲスト出演していた、『みんなといっしょ』シリーズに登場するネコキャラクター。
身体が小さいのでパワーはかなり低いが、コントロールとスピン性能は優れており、ラフからのショットも強い。愛着度は最初からMAXになっている。
コスプレ衣装は緑スーツ&ニッカポッカのオールドスタイルゴルファー。ノーマルのカラーは一色のみだが、コスプレ衣装のカラーは複数用意されている。
キャッチコピーは「人間になることを夢見る無邪気なネコ」。

### 中級キャラクター
ナル（声優：釘宮理恵）（アメリカ／12歳　女性　特技：はしゃぐ　球筋：ストレート（中）　アプローチ得意）
ハワイ州生まれの女の子。誕生日にもらったゴルフクラブで、ゴルフ場を経営する父親といっしょにラウンドして以来、ゴルフにハマっている。飛距離は初級ランクの延長線上的な感じであるが、スピン系の能力が高くコントロールが苦手。普段は澄ました印象ながら、勝負となると喜怒哀楽が激しくなり、誰に対してもタメ口になることがあるほど負けず嫌い。
PS Vita版では対戦することはないが、PS3版ではカレンの代わりにチャレンジモードのレベル1のボスとして登場している。
コスプレ衣装はステレオタイプの魔法少女。
レアキャラ版は全体の性能が強化され、持ち球が高弾道になる。衣装はTシャツ&長ズボン。
キャッチコピーは「南洋のチビッ子プレイヤー」。
タンク（声優：たてかべ和也）（メキシコ／35歳　男性　特技：プロレス　球筋：ドロー（中）　バンカー得意）
メキシコで有名なプロレス団体に所属するヒールレスラー。ゴルフ番組に出演したことがきっかけでゴルフを始めた。見た目通りのロングヒッターで上級ランクにも対抗できるが、コントロールが悪い。目立ちたがり屋。見かけによらず普段は優しいという噂。チャレンジモードのレベル2のボス。
コスプレ衣装はプロレス衣装。
レアキャラ版の衣装は帽子とサングラスを付ける。
キャッチコピーは「カリブ海の暴君」。
グレース（声優：朴璐美）（オーストラリア／23歳　女性　特技：オーバーリアクション　球筋：フェード（中）　ラフ得意）
両親が豪州で活躍していたゴルファーとキャディで、自身も子供の頃より数々の大会制覇を成し遂げている。身長が180cmある長身。良血統であることを鼻にかけることはなく、大らかでマイペースかつさっぱりしたおせっかいな人で、ファンも多い。「遠くに打つ！」がポリシー。コントロール無視の力強さで上級ランクにも負けない飛距離を叩き出す。
チャレンジモードのレベル3のボスだったが、PS3版ではエリカに差し替えられたため対戦することはなく、生涯獲得ポイントの数値で出現するようになっている。
コスプレ衣装はカウガール。
レアキャラ版は能力強化によりバランスのとれた性能に仕上がっている。衣装はノースリーブ&半ズボンで、常にサングラスをかけている（外しているカラーもある）。
キャッチコピーは「ゴルフ界のサラブレッド」。
エッジ（声優：津久井教生）（イギリス／24歳　男性　特技：エアギター 球筋：ストレート（低）　ラフ苦手）
全国で五指に入るほどのギタリストと言われている。ゴルフとは無縁に見えるが、ショット時のインパクトにインスピレーションを感じるらしい。熱中してくると周りが見えなくなってしまう。舌を出すのが癖。持ち球が全キャラクター中唯一の低弾道で、コントロールが良い。欠点はスピンとラフが苦手である事。チャレンジモードのレベル4のボス。
コスプレ衣装はパンクロッカー。
レアキャラ版は苦手だったラフを克服し、弾道が普通になった。衣装は裸ベストのステージ衣装。
キャッチコピーは「旋律の名手」。
サツキ（声優：小島幸子）（日本／26歳　女性　球筋：ストレート（中）　アプローチ得意）
選択画面で登場する受付嬢であるが、生涯獲得ポイントが一定以上に達すればプレイヤーキャラクターとなる。前作で同様に受け付けを担当したユキノとは違い、初期収録。
しっかり者のお姉さんタイプ。ゴルフ歴は6年と短めながら、結構な腕前。能力はバランス型で、特にこれといった長所や欠点はない。
コスプレ衣装はイベントコンパニオン。
レアキャラ版もバランスがとれるように性能が向上している。衣装はAKB48を意識した制服で、若干ユウナの衣装に類似している。
彼女の使用権を購入した時点で、メインメニューの彼女の服装はカスタマイズで着せ替えた衣装と連動したものに変わる。
キャッチコピーは「カリスマ受付嬢」。
エリカ（声優：伊藤かな恵）（日本／17歳　女性　球筋：ストレート（中）　アプローチ得意　悪天候苦手）
2012年7月19日より追加されたキャラクター。PlayStation Networkで購入すると使用可能になる。
現役女子高生のゴルファー。清楚な見た目とは裏腹に、高飛車で怒りっぽくワガママという性格をしている。いわゆるツンデレ系だが、その性格とのギャップとラウンド中のひた向きさからファンも多くいる。そこそこ飛距離があり、アプローチも得意である一方、サイドスピンは不得意で曲げ玉を打ちにくく、悪天候にも弱い。
PS3版では最初から搭載されており、グレースの代わりにチャレンジモードのレベル3のボスとして登場する。
コスプレ衣装は制服。
レアキャラ版は苦手な雨を克服している。衣装は長袖ワンピース。
キャッチコピーは「ツンデレの新女王」。
クロ（声優：無し）（球筋：ドロー（高）　バンカー得意）
2013年12月18日より追加されたキャラクター。PlayStation Networkで購入すると使用可能になる。
『みんなといっしょ』シリーズに登場する黒いネコキャラクター。
身体は小さいがトロよりもパワーとスピン性能が優れ、バンカーにも強い反面、コントロールは悪い。愛着度は最初からMAXになっている。
コスプレ衣装は赤スーツ&ニッカポッカのオールドスタイルゴルファー。ノーマルのカラーは一色のみだが、コスプレ衣装のカラーは複数用意されている。
キャッチコピーは「ゲームとお酒をこよなく愛するマニア猫」。

### 上級キャラクター
シャオリン（声優：沢城みゆき）（中国／年齢不明　女性　特技：セクシー　球筋：ストレート（中）　バンカー苦手）
高級カジノの女性ディーラーでもあり、天性の運の良さを持つ。彼女のゴルフレッスンがお目当ての紳士淑女も少なくない。グロリアの様な色気を見せている割に決断力があり、これと決めたらすぐ行動に移すタイプ。
上級ランクのなかでは最もインパクトゾーンが広い。コントロールとサイドスピンが良く、やや不得意なスピンに注意し、不得意なバンカーにさえ入れなければ、実力を発揮できる。チャレンジモードで対戦する事は無く、生涯獲得ポイントの数値で出現する。
コスプレ衣装はアラビアン風の踊り子衣装。
レアキャラ版は苦手だったバンカーを克服している。衣装はノーマルと似ているが、長い手袋を付けている。
キャッチコピーは「メイク オア ブレーク」。
マックス（声優：宇垣秀成）（カナダ／42歳　男性　特技：ポージング　球筋：ドロー（中）　ラフ得意）
コントロール無用の強烈パワーショットを繰り出し、見る人をうならせるドラコンチャンピオン。妻と娘の声援を力にプレイする良き父親。でも娘の新しいボーイフレンドが気になり、本人に直接聞きたくても出来ないのが悩み。プロフィールによると嫌いなものに「娘のボーイフレンド」と表示されており、内心ではボーイフレンドを嫌っているとうかがえる。チャレンジモードのレベル5のボス。
コスプレ衣装はスーパーマン。
レアキャラ版の衣装はノーマルと似ているが、サスペンダーが加わり、腰にシャツを巻いている。
キャッチコピーは「家族の為に今日も飛ばす！“ドラコンチャンピオン”」と「飛ばし屋の証明」。
ファティマ（声優：甲斐田裕子）（国籍不明／年齢不明　女性　球筋：ストレート（中）　悪天候苦手）
国籍、年齢など、全てが謎に包まれたゴルファー。過去作のローズ、アンジェラ、サファイアを彷彿させる女王様風のキャラクターで、常にアイマスクをかけている。強いゴルファーを見ると勝負を挑んでくるらしい。サイドスピンは不得意だがコントロールがかなり良く、雨さえ降らなければ強い。チャレンジモードのレベル6のボスで、勝利するとスタッフロールを見ることができる。
コスプレ衣装はギリシャ神話を意識した衣装。こちらではアイマスクを外す。
レアキャラ版は苦手な雨を克服したうえ、ラフが得意になった。衣装はビスチェドレスで、アイマスクは外している。
キャッチコピーは「ミステリアスクイーン」。
アイザック（声優：若本規夫）（国籍不明／51歳　男性　球筋：フェード（高）　ラフ苦手）
ファティマ初回勝利後、スタッフロールが流れる。その最後に画面奥からこちらに姿を現す、伝統と格式を重んじる帝王のようなゴルファー。王族の生まれの完璧主義者であり、「人生の無駄」と思うほどミスが嫌い。物に当たっているが実は後に謝るというのは超機密事項。インパクトゾーンがかなり狭く、力強いショットと強力なスピンが持ち味の超上級者向けのキャラクター。
チャレンジモードのラスボス的存在であり、勝つと真のエンディングムービーを見ることができる。
チャレンジのVSの段位は表が「みんごる天神」で、裏（VS2）でのみんごる段位は「Mr.みんごる」であり、最大段位の強敵となる。
コスプレ衣装は西洋の甲冑。
レアキャラ版はバンカーが得意になり、苦手なラフを克服している。衣装は騎士のような風貌で、アイマスクをかけている。
キャッチコピーは「完璧なる存在」。
グロリア（声優：井上喜久子）（ロシア／24歳　女性　球筋：ストレート（中）　アプローチ得意　バンカー苦手）
2012年7月19日より追加されたキャラクター。PlayStation Networkで購入すると使用可能になる。『みんなのGOLF 3』で初登場した（通算5度目の登場）シリーズ常連のお色気キャラクターで、前作からトロとともに続投されたキャラクター。
能力はバランス型で、パワーとコントロールが特に優秀。バンカーは相変わらず苦手だが、それでも全体的に癖がなく扱いやすい。
PS3版では初めから搭載されており、生涯獲得ポイントが一定以上に達すればプレイヤーキャラクターとなる。
コスプレ衣装はナース服。
レアキャラ版は苦手だったバンカーを克服している。衣装はノースリーブのゴルファースタイル。
キャッチコピーは「魅惑のスーパーレディー」。
キトゥン（声優：小林沙苗）（女性　球筋：フェード（高）　アプローチ得意）
PS Vita版では2012年8月30日、PS3版では2013年4月11日より追加されたキャラクター。PlayStation Networkで購入すると使用可能になる。
『GRAVITY DAZE』の主人公。過去の記憶を失っており、重力猫のダスティと共にいることからキトゥンと呼ばれる。性格は明るく前向き。街の為に日々奔走するが、大雑把なため空回りすることが多い。好奇心旺盛で、ゴルフにも興味津々の様子。ボイスは原作同様の独特な言語になっており、日本語は一切喋らない。
インパクトゾーンが狭く、マックスとほぼ同等のパワーに高性能のスピン、アプローチが得意で苦手分野がないなど、全体的に高い能力を誇る上級者向けのキャラクター。
コスプレ衣装はメイド服。なお、ノーマル・コスプレ共にカラーは最初の一色のみとなっており、他キャラクターのような細かいカスタマイズは不可。
キャッチコピーは「忘河の重力使い」。
桐生一馬（声優：黒田崇矢）（日本／44歳　男性　球筋：ストレート（中）　バンカー得意）
2013年4月18日より追加されたキャラクター。PlayStation Networkで購入すると使用可能になる。
『龍が如く』シリーズの主人公。かつて「堂島の龍」と呼ばれた伝説の極道。極道から足を洗った後は沖縄で児童施設を営んでいた。寡黙ながら、夜遊びを含めたあらゆる娯楽に精通しており、ゴルフの腕前もなかなかのもの。みんGOLシリーズ初となる他社からのゲスト参戦キャラクターであり、CG、モーション、ボイスは全て新規に作り直されている。
能力はバランス型で、インパクトゾーンがやや狭いものの、コントロールとスピンの能力は比較的高めで、バンカーにも強い。
コスプレ衣装は用意されていないが、キトゥンと違ってノーマル衣装のカラーは複数あり、カスタマイズも可能。
キャッチコピーは「堂島の龍」。
片山晋呉プロ（声優：片山晋呉）（茨城／42歳　男性　球筋：ストレート（中）　アプローチ得意）
2015年8月20日より追加されたキャラクター。PlayStation Networkで購入すると使用可能になる。
「片山晋呉インビテーショナルネスレ日本マッチプレー選手権・レクサス杯」のコラボレーション企画により参戦が実現した。実在のプロゴルファーの起用は、前作の丸山茂樹プロに続いて2人目となる。トレードマークのテンガロンハットなどが細かく再現されており、ボイスも片山本人が担当している。
インパクトは狭いが、高いパワーを持ち味としている。サイドスピンが非常に優秀で、アプローチも得意。
コスプレ衣装は長袖になる以外はノーマル衣装と同じだが、ノーマル・コスプレ共にカラーは複数用意されている。
キャッチコピーは「茨城の星」。

### キャディー
今作のキャディーは、画面上には一切現れず、表情のイラストと共にボイスが流れるだけとなっている（複数プレイ時はイラストは現れず、ボイスのみ）。各コースに専属のキャディーが一人ずつおり、最初に選べるのはミナコのみであるが、「ショップ」でコースの会員権を購入すると、そのコースの専属キャディーも使用可能となり、以降は他のコースでもついてもらえるようになる。次作でもキャディはこの仕様であるが、キャディがアニメーションするようになっており、また、吹き出しの下部に常にキャディの名前が表示されるようにもなっている。
ミナコ（声優：日笠陽子）（日本／23歳　女性）
- 所属：メープルリーフゴルフクラブ

明るく丁寧な口調でアドバイスを送る。いわゆる普通のキャディー。
ノドカ（声優：高橋美佳子）（日本／19歳　女性）
- 所属：かぐら山カントリー倶楽部

ショートヘアで眼鏡をかけている女の子。のんびりした口調が特徴。
アクセル（声優：山寺宏一）（アメリカ／29歳　男性）
- 所属：ハーベストヒルズゴルフコース

一見お調子者だが、常に的確なアドバイスをくれる黒人の青年。
ナディア（声優：大原さやか）（ルーマニア／34歳　女性）
- 所属：ラ・プロヴァンスリゾート

口元にあるホクロと涼しげな眼差しが悩ましい、ゴージャス系の金髪美女。
ホフマン（声優：白熊寛嗣）（ニュージーランド／53歳　男性）
- 所属：アルアラビアンゴルフクラブ

「私にまかせろ」の一言から風格を漂わせる、百戦錬磨のベテラン。
クラウド（声優：辻村真人）（アメリカ／男性）
- 所属：レガシーオブゴルフリンクス（PS Vita版）→マル・シエロゴルフコース（PS3版）

自然と共に暮らす年齢不詳の老人。

## 登場ギア
「ギア」とはゲーム中におけるボールとクラブの総称。スタンダードと練習用クラブ以外はチャレンジモードで出現させ、「ショップ」で購入していく必要がある。一部のギアにはレベルが設定されており、上がるごとに性能も向上していく。レベルは1から3まであるが、2013年4月11日から新たにレベル4 - 6のギアが追加された。レベル4 - 6は有料コンテンツとなっており、PlayStation Networkで購入すると使用可能になる（使用の際は、レベル4から順番に購入していく形になる）。

### クラブ
レベル4は2013年5月23日、レベル5は2013年7月25日、レベル6は2013年10月31日より配信された。
スタンダードクラブ
全員が最初から使用できるクラブ。欠点のない平均的な能力で、レベルアップもなし。
練習用クラブ
パワーの性能は落ちるが、インパクトが格段に広くなる初心者専用のクラブ。インパクトを忘れても自動でショットしてくれる。レベルアップはなし。
ビギナーズクラブ
パワーの性能が落ちる代わりにインパクトが広くなり、ミスショットが減りやすくなる他、アプローチが得意になる。
ビッグエアークラブ
インパクトが狭くなる代わりに、飛距離を大きく伸ばせるパワー系のクラブ。
ピンホールクラブ
インパクトが狭くなるが、コントロールの性能が強化されるクラブ。
ターボスピンクラブ
スピン性能を重視したクラブ。スピン、サイドスピンの性能を強化できるが、インパクトの性能は下がる。
インフィニティクラブ
全ての性能が変動する特殊なクラブ。パワー、コントロール、スピンの性能が上がり、逆にインパクトとサイドスピンの性能が下がる。悪天候に弱くなるという性質を持ち、雨や雪が降るとインパクトやパワー調整がやり辛くなる。
サンドバイパークラブ
バンカー性能を強化するクラブ。苦手がなくなるほか、どちらにも当てはまらなければ得意になる。パワーが上がり、コントロール性能が低下する。
グラスカッタークラブ
ラフ性能を強化するクラブ。苦手がなくなるほか、どちらにも当てはまらなければ得意になる。コントロールが上がり、サイドスピン性能が低下する。
ビッグマグナムクラブ
ビッグエアークラブ以上にパワーを大幅に上げられるが、インパクト、コントロール、スピンの性能が下がってしまう。元々はPS3版専用のクラブだったが、2013年3月28日の
アップデート適用後はPS Vita版にも配布された。
パックマンクラブ
2013年8月22日より「パックマンギアセット」として有料配信されたクラブ。その名の通りパックマンのデザインが施されている。飛距離が上がり、さらにパワーモードの回数が増える。能力の伸び幅は通常キャラクターでは控えめだが、パックマンが装備することでより高性能を発揮できる。

### ボール
レベル4は2013年4月11日、レベル5は2013年6月27日、レベル6は2013年10月17日より配信された。
スタンダードボール
全員が最初から使用できるボール。スタンダードクラブ同様に欠点は無く、レベルアップもない。
ビギナーズボール
パワーが落ちる代わりにインパクトの性能が上がるボール。伸び幅はビギナーズクラブより若干劣る。
ビッグエアーボール
パワー性能を引き上げるボール。飛距離は伸びるがコントロールが悪くなる。ビッグエアークラブとは違い、インパクトの性能は変化しない。
ピンホールボール
コントロールを大きく引き上げるが、ピンホールクラブと違ってサイドスピンの能力が下がる。
ターボスピンボール
コントロールが低下する代わりに、スピン全般の能力を大幅に引き上げるボール。
インフィニティボール
インパクト以外の能力が全て変動するボール。パワー、コントロール、スピンの性能が強化され、サイドスピン性能が落ちる。インフィニティクラブ同様、悪天候に弱い性質を持ち、雨や雪が降るとインパクトやパワー調整がやり辛くなる。
ストレートボール
パワー、スピン、サイドスピンの性能が落ちるが、ドロー・フェードヒッターの球筋がストレートになり、コントロールが若干良くなる。
サッカーボール
ボールのデザインがサッカーボールに変化する。性能はスタンダードボールと同じで、レベルアップはない。
地球儀ボール
ボールのデザインが地球儀に変化する。性能はスタンダードボールと同じで、レベルアップはない。
ミラーボール
ボールのデザインがミラーボールに変化する。性能はスタンダードボールと同じで、レベルアップはない。
スマイルボール
ボールのデザインがスマイルマークに変化する。性能はスタンダードボールと同じで、レベルアップはない。
パックマンボール
2013年8月22日より「パックマンギアセット」として有料配信されたボール。パックマンのデザインが施されている。パックマンクラブ同様に飛距離が上がり、パワーモードの回数が増える。能力の伸び幅は通常キャラクターでは控えめだが、パックマンが装備することでより高性能を発揮できる。

## コース
ゲーム内には全部で6つのコースがあり、ダウンロードコンテンツによる追加コースで増強可能。最初に選べるのはメープルリーフ（PS3版ではさくら山温泉も追加）のみで、かぐら山以降はチャレンジモードでレベルアップする毎に「ショップ」に入荷される会員権を購入すると選べるようになる。バックティー（前作同様、コースの左右が半転したミラーモード仕様）では難易度レベルが1 - 2段階上がる。また、本作のバックティーはレギュラーティーに比べて風が若干強くなる仕様もあり相対的に難易度が上がる。
メープルリーフゴルフクラブ（カナダ 難易度：レベル1）
カナダの世界観を取り入れた林間コース。初心者のためのコースとして作られている。全体的なヤーデージは短く、起伏も緩やかで広大なフェアウェイは様々な戦略を練ることができる。逆にラフには至る所にコブやマウンドがある。また後半のパー5ホールは2オンが難しめになっている。PS Vita版・PS3版共に最初から選択できるコースである。
特定の場所にスズキ（今作では未登場）の銅像が置かれている。
かぐら山カントリー倶楽部（日本 難易度：レベル2）
霊峰の裾野に広がるゴルフコース。広いバンカーは石庭（石材を中心に構成された庭）になっている。もこもことしたコブと刈りこまれた樹木も特徴的。初心者でも楽しめるが、3番、18番ホールでイーグルを狙うとなると、お寺をかわす戦略が必要になる。また10番、15番ホールは似たような構造になっている。
ここでも、ある場所にスズキの銅像が置かれている（こちらでは武将の格好をしている）。
ハーベストヒルズゴルフコース（アメリカ 難易度：レベル4）
ここからは難易度が上がる。アメリカの片田舎にある、牧歌的な雰囲気が特徴のゴルフコース。コースの前半はサイロや厩舎が目立つが、ハイウェイに面している後半は装甲車やモーテルも視界に入ってくる。6番、7番、17番ホールのように風力発電が回っているホールもある。パー数の並びが前半と後半で全く一緒（2・5H目がパー3、7・9H目がパー5）である。
ラ･プロヴァンスリゾート（フランス 難易度：レベル5）
欧州をイメージさせるコース。石造りの建物とギリシャ風建築物が行く手を阻む中難易度のコース。海ではヨットが帆を拡げており、7番ホールではヨットの帆をいかに避けるかが重要となる。ワンオンの狙えるパー4もあるが、建物の間や狭い石橋を転がしていくなどハイリスクである。
アルアラビアンゴルフクラブ（トルコ 難易度：レベル6）
中東をイメージさせる、強い風が吹く難コース。尖った岩が随所にあるのが特徴。蟻地獄の様なバンカーに捕まるとアンプレアブル(1打罰の上で打ち直し)となる。空には気球が浮かんでおり、ラ･プロヴァンスのヨット同様に邪魔な存在となっている。6番ホールはグリーンの中にバンカーがあるハンディ1のホール。18番ホールはみんなのGOLF史上初の最終ホールのパー3で、距離の長い打ち下ろしである。
レガシーオブゴルフリンクス（アイスランド 難易度：レベル8）
孤島の海岸を開拓したような海沿いの断崖にある、狭いフェアウェイと起伏に富んだコース。ホールによっては弾道を大幅に曲げる等の工夫をしないとグリーンオンすらままならない程で、高いコントロールとバックスピンをプレイヤーに要求させる高難易度コースである。8番ホールはグリーンの横幅が狭い。9番ホールは直線距離がかなり長く、グリーンのうねりがきつい。
さくら山温泉カントリークラブ（日本 難易度：レベル1）
2012年7月19日より配信されたダウンロードコース。みんなのGOLF3にて登場。富士山などを見渡せるコース。原作同様、14番ホールには大仏がある。リメイクに伴い、わずかに変更された箇所（9番ホールの左側の木の高さが上げられた、など）もある。PS3版では標準で搭載されており、メープルリーフと共に最初から選択可能。
マル・シエロゴルフコース（メキシコ 難易度：レベル5）
2012年7月19日より配信されたダウンロードコース。メキシコをイメージしている。プロヴァンスリゾートと同格の難易度で、海に面しているホールが多く、後半は遺跡を避けつつ進むホールもあるトリッキーなコース。PS3版では標準で搭載されており、チャレンジモードにも組み込まれている。
ノーザンフォックスカントリークラブ（日本 難易度：レベル2）
PS Vita版では2012年8月30日、PS3版では2013年4月11日より配信されたダウンロードコース。みんなのGOLF4にて登場。北海道をイメージし、背景には羊蹄山や洞爺湖などがあり、後志や胆振支庁をモチーフにしている。
さくら山温泉と同様、リメイクに合わせてリニューアルされた部分もわずかにある。

## 段位認定
ゲームの進行具合によってゲーム内での段位が認定される。
具体的な認定条件は明らかになっていないが、公式ラウンドでコースごとに定められた規定スコアで昇段が決まる。上位段は複数コースでの規定スコアが必要となっている。
順位は上位から以下の通り。初めてプレイする時は「みんごる初段」から始まる。
- Mr.みんゴル
- みんゴルの星
- みんゴルマン
- みんゴル天神
- みんごる雷神
- みんごる神
- みんごる天使
- みんごる魔人
- みんごる仙人
- みんごる超人
- みんごる王
- みんごる将軍
- みんごる奉行
- みんごる侍
- みんごる師範
- みんごる五段
- みんごる四段
- みんごる三段
- みんごる二段
- みんごる初段

## ソフトウェアアップデート
最新バージョンでない場合、サーバーに接続できない。

### PS Vita版
- バージョン1.00

初期収録バージョン
- バージョン1.01（2011年12月）

ビジュアルロビー開放。
ビジュアルロビー内での「リアル大会」の開始。
- バージョン1.02（2011年12月）

パワーセーブの制御を変更。
「ビジュアルロビー」「リアル大会」「ムービー再生」でスタンバイモードに入らないように変更。
- バージョン1.03（2012年2月）

「デイリー全国大会」の表示を追加。
プレイヤー検索機能の追加。
簡易コメント機能の追加。
「デイリー全国大会」での不具合を修正。
- バージョン1.04（2012年5月）

「デイリー全国大会」の仕様を1週間で区切るツアー制に変更。それに伴い、1日の大会開催数を3大会から1大会に変更。
「リアル大会」にてグレード制を導入し、誰でも参加可能なGF以外にG4〜G0の5段階グレードが追加された。
「対戦部屋」が実装され、1対1のマッチプレイ、ストロークプレイと最大8人が参加可能な新リアル大会がプレイヤーによって開催可能となった。
「リアル大会」でのスコア表示不具合を修正。
- バージョン1.14（2013年3月）

ゲームバランスを再調整。
スタートメニューを拡張。
「対戦部屋」にてストロークが4人まで参加可能になり、「スロットモード」にも対応するようになった。
新規色物ルールを追加。
「マルチ対戦モード」を実装。
「ビッグマグナムクラブ Lv3」を配布。
ゲーム中の不具合の修正。
- バージョン1.15（2013年4月）

色物ルール「トルネードカップ」でのプレイ中に起こる不具合の修正。
- バージョン1.16（2013年8月）

別のPS Vita本体を使って一人プレイをサポートできる「アシスト機能」を追加。
「マルチ対戦」で誘われた側のパワーモードの回数が、愛着度に関係なく3回になってしまう現象を修正。
ゲーム中の不具合の修正。
- バージョン1.17（2013年8月）

パックマン以外のキャラクターが「パックマンギア」を装着した時の能力を適正値に修正。
- バージョン1.18（2013年8月）

ゲーム中の不具合の修正。
など

### PS3版
- バージョン1.01

初期収録バージョン
- バージョン1.02（2012年11月）

「リアル大会」にて「スロットモード」に対応。
ゲーム中の不具合の修正。
- バージョン1.03（2012年12月）

オンラインモードでのイベントの対応を調整。
ゲーム中の不具合の修正。
- バージョン1.04（2013年1月）

ゲームバランスを再調整。
コースの難易度を調整。
オンラインモードでの簡易コメントを調整。
オンラインプレイ中にクロスメディアバーが開けるように変更。
「対戦部屋」のストローク、マッチにボイスチャット機能を追加。
「リアル大会」のスロットモードに新たな色物ルールを追加。
「デイリー全国大会」の一部の仕様を変更。
ゲーム中の不具合の修正。
- バージョン1.05（2013年3月）

ゲームバランスを再調整。
スタートメニューを拡張。
「対戦部屋」にてストロークが4人まで参加可能になり、「スロットモード」にも対応するようになった。
新規色物ルールを追加。
今後配信される追加アイテムに対応。
ゲーム中の不具合の修正。
- バージョン1.06（2013年4月）

色物ルール「トルネードカップ」でのプレイ中に起こる不具合の修正。
- バージョン1.07（2013年8月）

インフォメーション機能を追加。PlayStation Networkにサインイン中に本作を起動すると現れる。
別のワイヤレスコントローラを使って一人プレイをサポートできる「アシスト機能」を追加。
VTRのエンコード機能を追加。
ゲーム中の不具合の修正。
- バージョン1.08（2013年8月）

パックマン以外のキャラクターが「パックマンギア」を装着した時の能力を適正値に修正。
- バージョン1.09（2013年8月）

ゲーム中の不具合の修正。

## コラボレーション
2015年、片山晋呉インビテーショナルネスレ日本マッチプレー選手権・レクサス杯（ネスレ日本主催）に、ソニー・コンピュータエンタテインメントが特別協力することになり、同大会のホストプレーヤーを務める片山晋呉が監修・協力したコラボレーションを行うことになった。SCEと同大会事務局では、ゴルフ界全体を盛り上げるとともに、世界に挑戦するグローバルスピリッツを高めることをめざし、当ソフトに片山そのものをモデルにしたキャラクターを登場させる予定で開発を進めている。